# Fumonisine
Een fumonisine is een toxische stof uit de groep mycotoxinen die door verschillende fusariumsoorten wordt geproduceerd. De biosynthese verloopt via een polyketide.
Er zijn 4 fumonisines bekend: B1, B2, B3 en B4. Zij lijken structureel gezien veel op elkaar. Ze verschillen in de plaats en het aantal van de hydroxylgroepen.

## Geschiedenis
Fumonisine werd voor het eerst in 1988 in een cultuur van Fusarium verticilloides waargenomen3.

## Natuurlijk voorkomen
Fumonisines worden geproduceerd door Fusarium verticilloides en Fusarium proliferatum en komt voor op maïs en andere granen.

## Eigenschappen
Fumonisines zijn relatief stabiel. Verwerking en langdurige opslag van besmette levensmiddelen hebben in het algemeen geen effect op het fumonisinegehalte. Wel kan vanwege de goede oplosbaarheid in water door dergelijke bewerkingen het gehalte verminderd worden. Doordat fumonisine een base is, is verzeping een optie, de daarbij ontstane alcohol is giftig.

## Biologische effecten
Fumonisines voorkomen de ceramidesynthese, door het transport van acylgroepen op sphingosine te verhinderen. Ze zijn inhibitoren van het enzym sphingosine-N-acyltransferase. Doordat ceramide in de meeste biomembranen voorkomt is het probleem met deze stof wijdverbreid.
De stof wordt ervan verdacht bij mensen carcinogeen te zijn. Zo wordt er bij een verhoogde opname van fumonisine (bijvoorbeeld maaltijden met veel maïs) een groter aantal mensen met slokdarmkanker waargenomen. Ook wordt spina bifida met veel maïsrijke maaltijden in verband gebracht.

## Regelgeving
Door de Scientific Committee on Food van de Europese Commissie en door JECFA van de WHO wordt een TDI van 2 µg/kg aangegeven. Wettelijke maxima (het totaal aan Fumonisin B1 en B2) voor cornflakes is 100 µg/kg en voor andere maïsproducten 500 µg/kg.